# 묵시적 보장
묵시적 보장이란 계약법에서 비록 명시적으로 보장되지 않았지만 묵시적으로 보장되는 조항을 말한다. 묵시적 보장은 사회 통념상 매매가능한 상품으로서 보증내용이 서면이나 구두로 약정되어 있지 않다고 하더라도 그 상품이 기본적으로 갖추어야할 품질수준에 대 하여 묵시적으로 보증하고 있다는 것을 의미한다. 

## 상품성에 대한 묵시적 보증
상인이 자신이 판매하는 상품에 대해서는 상품성에 대한 묵시적 보증이 미국통일상법전에 의해 부여된다. 예를 들어 식당용품공급업체가 고객에게 1만 달러에 대형냉장고에 판매한다는 내용을 담은 편지를 보냈고 고객은 "나는 당신이 냉장고의 상품성에 대해 묵시적으로 보증한다는 조건하에서 청약을 승낙합니다." 업체는 이를 받고 고객에 전화를 즉시 걸어 청약이 철회되었다고 하고는 다른 사람에게 1만1천달러 냉장고를 판매하였다. 이 경우, 고객의 청약은 조건을 담고 있기는 하나 이 조건은 이미 자동적으로 매매에 내포되어 있어서 청약에 대한 유효한 승낙이 된다.

## 특정목적 부합성에 대한 묵시적 보증
이 묵시적 보증은 단지 판매자가 구매자의 용처를 알고 있으며, 구매자는 판매자의 기술과 지식에 의존했음 말한다.
- 판매자는 구매자의 구매 목적을 알 이유가 있을 것이다
- 판매자가 그 정도 구분할 정도의 실력이 있어야 한다
- 구매자가 판매자의 노하우에 의존했을 것이다

## 주거적정성 보증
세입자가 정상적으로 거주할 수 있는 환경을 만들어 주는 것으로 일반적으로 상업용이 아니는 주거용 건물에 묵시적으로 적용된다. 해당 건물이 기본적 주거적합성과 안전성을 갖추었다는 것을 보증한다. (상수도, 온수, 전기시설, 난방시설, 잠금장치, 창문, 기본적 안전기준 등) 만약 주거적성성이 보장되지 않는 경우 세입자는 임대차를 종료하거나, 수선을 하고 임대료에서 공제하거나, 수선을 포기하고 하자로 인한 손해를 임대료에서 공제하거나, 계속 거주하고 임대료를 지급한 후 손해배상청구소송을 제기할 수 있

## 참고 문헌
- 장민, 미국 주택임대차에 있어서 주거걱정성의 묵시적 보장, 법학논총 제26집 155p ~ 182p 1225-228X, 숭실대학교 법학연구소, 2011년.
- 장민, 미국통일주택임대차법에 관한 연구, 법학연구 제13집 제3호 (2010. 12) pp.213-246 1225-2689, 인하대학교법학연구소, 2010년.
- 미국법 계약법
- 2004보고서(유기가공식품%20표시제도